# Joe Bradford
Joseph Bradford, plus connu comme Joe Bradford, né le 22 janvier 1901 à Peggs Green près de Coalville (Leicestershire) et mort le 6 septembre 1980 à Birmingham, est un footballeur international anglais. 
Cet attaquant inscrit entre 1921 et 1935 248 buts en 410 matchs de championnat d'Angleterre sous les couleurs de Birmingham City FC, ce qui en fait le neuvième meilleur buteur de l'histoire de la compétition.

## Carrière
Arrivé à Birmingham City FC en 1920, il voit son club accéder à la Division 1 en 1921. Il va y inscrire en quinze saisons 267 buts en 445 matchs toutes compétitions confondues, ce qui en fait le meilleur buteur de l'histoire du club. 
Il inscrit notamment le seul but de son équipe en finale de FA Cup en 1931, finalement perdue face à West Bromwich Albion. En 1935-1936, il termine sa carrière sur une pige pour Bristol City, en Division 3, où il marque un but en cinq matchs.
Entre 1923 et 1930, Bradford est sélectionné à douze reprises en équipe d'Angleterre, avec laquelle il inscrit sept buts. Il est également appelé cinq fois dans la sélection du championnat, le Football League XI.
Reconverti dans le commerce, il tient des pubs à Birmingham, Droitwich et Stourbridge, puis un magasin de sports avec Eric Houghton. Il fait un bref passage comme recruteur pour Arsenal FC en 1946-1947, sans lendemain. Il meurt à Birmingham à l'âge de 79 ans,.

## Palmarès
- Finaliste de la Coupe d'Angleterre en 1931 avec Birmingham City FC.